# 11-та окрема інженерна бригада (РФ)
11-та окрема гвардійська інженерна Кінгісепська Червоного прапора ордена Олександра Невського бригада (11 ОІБр, в/ч 45767) — формування Збройних сил Російської Федерації Південного військового округу.

## Історія

### Війна на сході України
Відкриті джерела надають інформацію про участь окремих військовослужбовців і техніки бригади у війні на сході України.
В районі 5-6 червня 2014 року загін російських найманців з 40 чоловік прибув до м. Сніжне на 3-х бойових машинах 11-ї бригади. Найближчими днями цей загін брав участь у боях на Савур-Могилі.

### Російське вторгнення в Україну (з 2022)
24 лютого 2022 року авіаударом ЗСУ було знищено 12 військовослужбовців 11 ОІБр, які виконували завдання з підриву дамби на Північнокримському каналі.

## Втрати
З відкритих джерел відомо про деякі втрати бригади під час вторгнення в Україну:
| п/п | Прізвище, ім'я, по-батькові                                               | Звання           | Дата народження | Дата смерті |
| --- | ------------------------------------------------------------------------- | ---------------- | --------------- | ----------- |
| 1.  | Білий Едуард В'ячеславович (рос. Белый Эдуард Вячеславович)               | рядовий          | 22.11.2003      | 24.02.2022  |
| 2.  | Вилуск Михайло Олексійович (рос. Вылуск Михаил Алексеевич)                | молодший сержант | 11.05.1993      | 24.02.2022  |
| 3.  | Волков Валерій В'ячеславович (рос. Волков Валерий Вячеславович)           | старшина         | 03.08.1984      | 24.02.2022  |
| 4.  | Головський Микита Андрійович (рос. Головской Никита Андреевич)            | єфрейтор         | 20.09.1998      | 24.02.2022  |
| 5.  | Дорохін Данило Олександрович (рос. Дорохин Даниил Александрович)          | рядовий          | 29.01.2003      | 24.02.2022  |
| 6.  | Іванович Максим Євгенович (рос. Иванович Максим Евгеньевич)               | рядовий          | 12.11.2002      | 24.02.2022  |
| 7.  | Кононов Денис Сергійович (рос. Кононов Денис Сергеевич)                   | молодший сержант | 25.03.1985      | 24.02.2022  |
| 8.  | Кушнарьов Сергій Сергійович (рос. Кушнарев Сергей Сергеевич)              | сержант          | 19.04.1976      | 24.02.2022  |
| 9.  | Медведєв Дмитро Олексійович (рос. Медведев Дмитрий Алексеевич)            | рядовий          | 01.06.2000      | 24.02.2022  |
| 10. | Муренький Олександр Володимирович (рос. Муренький Александр Владимирович) | старший сержант  | 13.01.1992      | 24.02.2022  |
| 11. | Муренький Василь Володимирович (рос. Муренький Василий Владимирович)      | майор            | 16.08.1982      | 24.02.2022  |
| 12. | Чорноусов Михайло Андрійович (рос. Черноусов Михаил Андреевич)            | молодший сержант | 21.07.1995      | 24.02.2022  |
| 13. | Софіяк Максим Вікторович (рос. Софияк Максим Викторович)                  | капітан          | 17.01.1989      | 03.03.2022  |

## Матеріали
- 11 ИБР, КАМЕНСК-ШАХТИНСКИЙ, ЮВО (дзеркало) // warfare.be